# Skeletons (píseň, Yeah Yeah Yeahs)
„Skeletons“ je třetím vydaným singlem z třetího studiového alba nazvaného It's Blitz!, americké indie rockové kapely Yeah Yeah Yeahs. Sedmipalcového vinylu bylo vydáno omezené 500 kusové množství. Oficiální datum vydání singlu bylo stanoveno na 1. březen roku 2010, singl se také objevil na iTunes, a to již 31. ledna 2010.

## Obal desky
Fotografii umístěnou na sedmipalcové vinylové desce pořídil kytarista skupiny, Nick Zinner, který je také profesionální fotograf. Na fotografii je zachycena stodola na venkovském okraji Massachusetts během sněhové vánice. Fotografie je zároveň odkazem na místo, kde byla skladba „Skeletons“ napsána.

## Seznam skladeb
| 7"     | 7"                    | 7"    |
| Pořadí | Název                 | Délka |
| ------ | --------------------- | ----- |
| 1.     | Skeletons             | 5:02  |
| 2.     | Skeletons (Akusticky) | 3:34  |